# Cephalosphaera filicera
Cephalosphaera filicera är en tvåvingeart som först beskrevs av De Meyer 1990.  Cephalosphaera filicera ingår i släktet Cephalosphaera och familjen ögonflugor.
Artens utbredningsområde är British Columbia. Inga underarter finns listade i Catalogue of Life.